# Черёмухин, Алексей Михайлович

Военный лётчик А. М. Черёмухин

Алексе́й Миха́йлович Черёмухин (1895—1958) — советский авиационный конструктор, создатель первого советского вертолёта. Доктор технических наук (1937), профессор (1934). Заслуженный деятель науки и техники РСФСР. Лауреат Ленинской премии.

## Биография
Родился 17 мая (29 мая по новому стилю) 1895 года в Москве в семье педагогов. Отец Михаил Никифорович — преподаватель математики, инспектор Императорского училища Большого и Малого театров. Мать Зинаида Алексеевна (урожд. Худзинская) преподавала иностранные языки.
В 1914 году окончил с золотой медалью 5-ю Московскую гимназию, поступил в Санкт-Петербургский политехнический институт, на механический факультет.

### Военный лётчик
Когда началась Первая мировая война, Алексей Черёмухин оставил учёбу в институте и поступил вольноопределяющимся в 13-й корпусной авиационный отряд в действующей армии. В июне 1915 года он был направлен в школу авиации Императорского Московского общества воздухоплавания, где был зачислен на четырёхмесячные «Теоретические курсы» Н. Е. Жуковского. Лекции читали ученики профессора, там же Черёмухин познакомился и с А. Н. Туполевым. В это же время он познакомился и с будущей женой, Ниной Фёдоровной Рерберг, дочерью Ф. И. Рерберга. По окончании курсов, в начале февраля 1915 года, выдержал экзамен на лётчика и был направлен на юго-западный фронт в 4-й Сибирский корпусной авиационный отряд. 24 марта 1916 года произведён в чин прапорщика. В апреле 1916 года прапорщик Черёмухин совершил свой первый боевой полёт, а 12 декабря 1916 года был удостоен звания «военного лётчика». Всего до конца войны им было выполнено 140 боевых вылетов, связанных с разведкой, корректировкой огня и истребительным прикрытием.
За мужество и отвагу был награждён орденом Св. Владимира IV степени с мечами и бантом, орденами Св. Анны II степени с мечами, 3-й степени с мечами и бантом, IV степени с надписью «За храбрость», орденами Св. Станислава II степени с мечами и бантом и III степени, а также высшим боевым орденом Франции — «Военным крестом».
20 декабря 1917 года Управлением Военного Воздушного Флота А. М. Черёмухин был назначен инструктором в Качинскую военную авиационную школу в Севастополе, после расформирования которой в марте 1918 года вернулся в Москву.

### Авиационный конструктор
После возвращения в Москву, с первых дней организации Центрального аэрогидродинамического института Черёмухин вместе с другими учениками профессора Н. Е. Жуковского участвовал в создании первого авиационного научного учреждения в СССР: в проектировании тяжёлого самолёта, двухмоторного триплана КОМТА (1922—1923) и пассажирского самолёта АК-1 (1922—1924).
Поступил в МВТУ (закончил его в 1923 году). С 1920 года работал лётчиком-экспериментатором. Кроме этого, начал исследования в области методов расчёта продольной устойчивости самолёта.
С 1924 года занимался проектированием и строительством самой большой в мире, в то время, аэродинамической трубы Т-1 и Т-2.
В 1927—1934 годах принимал участие в составлении «Технической энциклопедии» в 26-и томах под редакцией Л. К. Мартенса, автор статей по тематике «аэродинамика».
В 1927 году ему было поручено руководство работами ЦАГИ по винтокрылым аппаратам (геликоптерам и автожирам): он стал руководителем «геликоптерной группы». Результатом работы этой группы стал аппарат ЦАГИ-1ЭА, совершивший свой первый полёт в сентябре 1930 года. А. М. Черёмухин не только проектировал и строил первый советский геликоптер, но и испытывал его. 14 августа 1932 года А. М. Черёмухин установил на нём неофициальный мировой рекорд высоты полёта — 605 м.
В ночь на 4 января 1938 года был арестован; 1938—1941 годы он «провёл» в ЦКБ-29.
С 1938 года — в опытном КБ А. Н. Туполева; с 1953 года — заместитель генерального конструктора. В 1955 году реабилитирован.
А. М. Черёмухин умер 19 августа 1958 года в Паланге (ныне Литва). Похоронен в Москве на Новодевичьем кладбище (участок № 5).

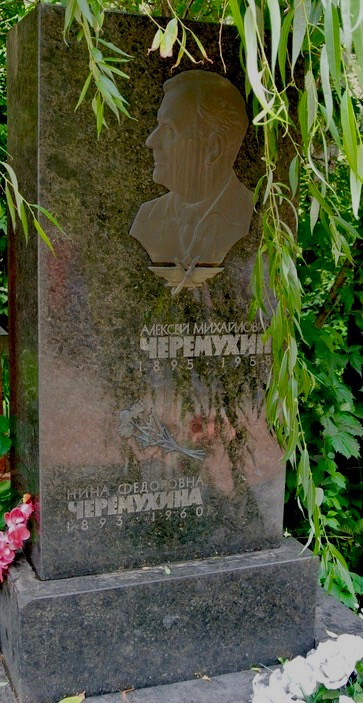
Памятник Черёмухину Алексею Михайловичу на Новодевичьем кладбище в Москве

## Награды и звания
- три ордена Ленина (в том числе 08.08.1947)
- два ордена Трудового Красного Знамени
- орден Красной Звезды (1933)
- медали
- Ленинская премия (1957) — за создание скоростного реактивного пассажирского самолёта Ту-104
- Сталинская премия первой степени (1951)
- Сталинская премия первой степени 1952) — за работу в области самолётостроения
- заслуженный деятель науки и техники РСФСР (8.8.1947).
- доктор технических наук (1937), профессор (1934).

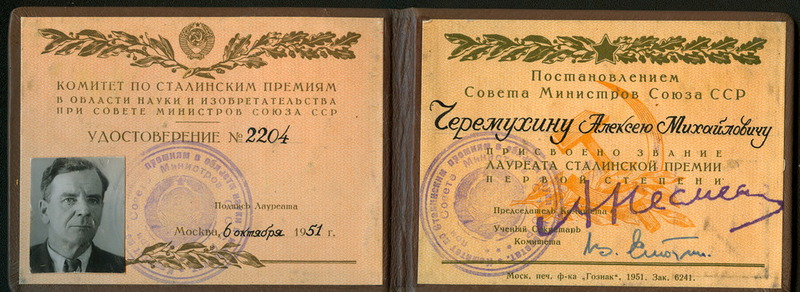
Удостоверение лауреата Сталинской премии 1951 года Черёмухина А.М
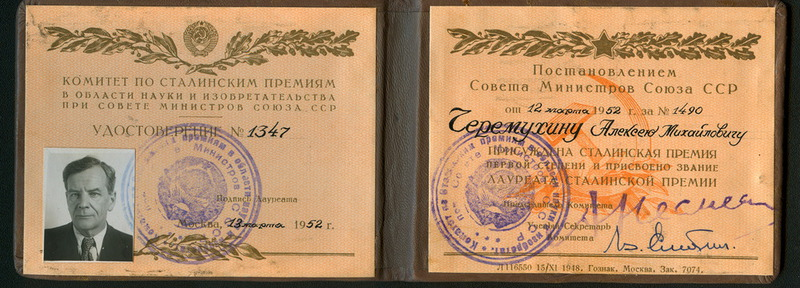
Удостоверение лауреата Сталинской премии 1952 года Черёмухина А.М.
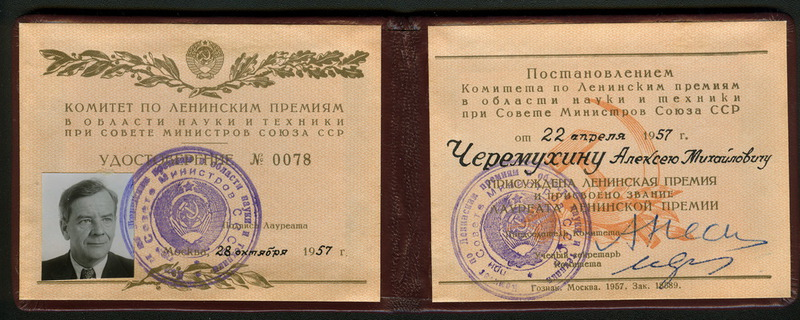
Удостоверение лауреата Ленинской премии 1957 года Черёмухина А.М.
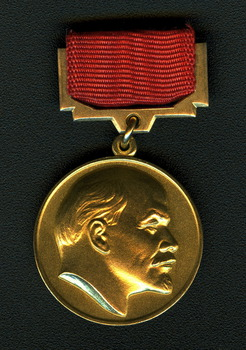
Почётный знак лауреата Ленинской премии Черёмухина А.М.
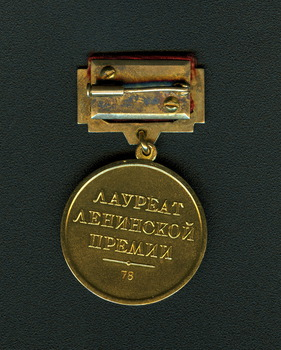
Почётный знак лауреата Ленинской премии Черёмухина А.М.
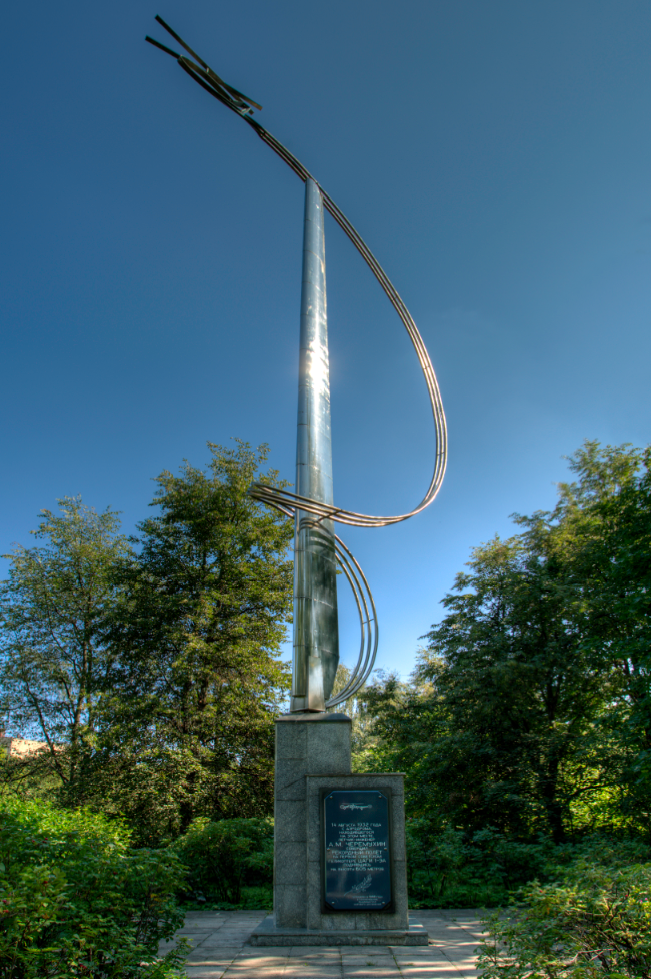
памятник Черёмухину А.М. в г. Люберцы
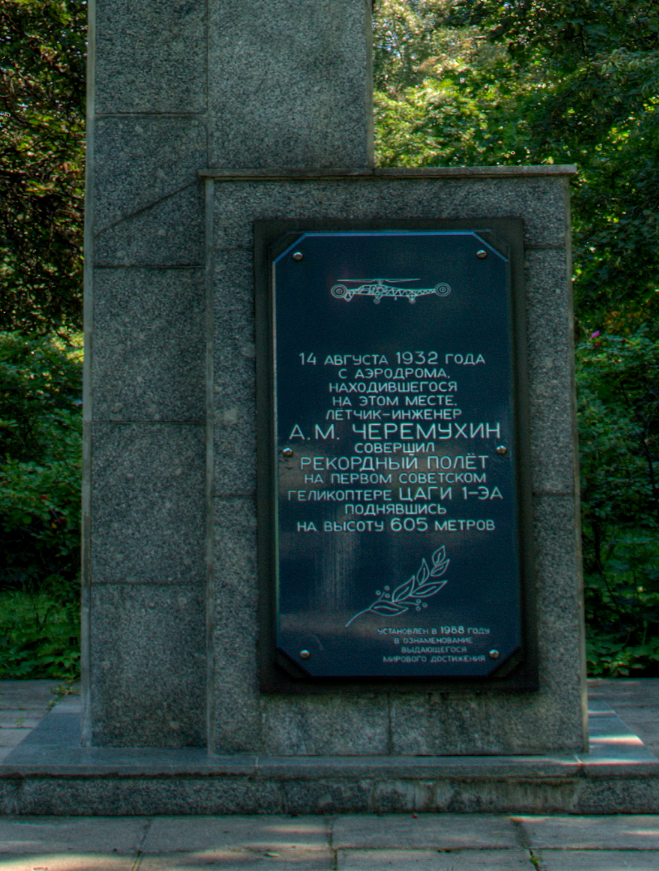
установлен в 1988 году в ознаменование выдающегося мирового достижения.

## Увековечение памяти
- В 1982 году ЦК ДОСААФ учредил переходящий приз — Кубок Черёмухина и медаль его имени за достижения в вертолётном спорте.
- В 1988 году в Люберцах, на месте, где находился аэродром, с которого в 1932 году А. М. Черёмухин поднялся на первом советском вертолёте ЦАГИ-1ЭА на рекордную высоту 605 метров, установлена мемориальная стела с памятной доской.
- В 2023 году в Люберцах средней школе № 15 присвоено имя Алексея Михайловича Черёмухина; там же учреждён посвящённый ему музей[7].
- В 2009 году в Люберцах его именем названа вновь возникшая улица.